# 北原敦
北原 敦（きたはら あつし、1937年 - ）は、日本の歴史学者。北海道大学名誉教授。元立正大学、帝京大学教授。専門はイタリア史、ファシズム。

## 人物
近現代イタリア史研究の第一人者。師柴田三千雄とともに5歳年長の二宮宏之の影響が決定的とされる。

## 学歴
- 1961年　東京大学文学部西洋史学科卒業。
- 1968年　東京大学大学院人文科学研究科博士課程中退。（その間、イタリア歴史研究所奨学生として留学）

## 経歴
- 1968年　東京大学文学部助手
- 1972年　北海道大学文学部助教授
- 1991年　北海道大学文学部教授
- 2001年　帝京大学教授
- 2003年　立正大学文学部教授
- 2007年　立正大学、定年退職

## 著書

### 単著
- 『イタリア現代史研究』（岩波書店, 2002年）

### 共著
- （鈴木健夫・谷川稔・村岡健次）『世界の歴史（22）近代ヨーロッパの情熱と苦悩』（中央公論新社, 1999年／中公文庫, 2009年）
- 『イタリア史』（山川出版社, 2010年）
- （喜安朗・谷川稔・岡本充弘）『歴史として、記憶として－「社会運動史」1970～1985－』（御茶の水書房, 2013年）

### 共編著
- （藤本和貴夫・木村靖二・福井憲彦）『ヨーロッパ近代史再考』（ミネルヴァ書房, 1983年）
- （清水廣一郎）『概説イタリア史』（有斐閣, 1988年）